# 横堀壽光
横堀 壽光（よこぼり としみつ、1951年3月 - ） は、日本の材料工学者。東北大学名誉教授。帝京大学戦略的イノベーション研究センター副センター長。日本学士院賞受賞。

## 人物・経歴
宮城県仙台市太白区出身。1973年東北大学工学部機械工学第2学科卒業。1975年東北大学大学院工学研究科機械工学第2専攻修士課程修了。1978年東北大学大学院工学研究科機械工学第2専攻博士課程修了、工学博士、東北大学工学部機械工学第2学科助手。1979年東北大学工学部機械工学第2学科助教授。2001年東北大学大学院工学研究科附属破壊制御システム研究施設教授。2004年東北大学大学院工学研究科ナノメカニクス専攻教授。2011年日本学術振興会先端材料強度第129委員会委員長、日本材料強度学会副会長。2016年退官、東北大学名誉教授、帝京大学戦略的イノベーション研究拠点材料強度科学研究室客員教授。2017年帝京大学戦略的イノベーション研究センター材料強度科学研究部特任教授、帝京大学戦略的イノベーション研究センター副センター長。同年日本学士院賞受賞。2024年、瑞宝中綬章受章。